# Voyager 1
Voyager 1 este o sondă spațială lansată de NASA la 5 septembrie 1977. Parte a programului Voyager de a studia exteriorul Sistemului Solar , Voyager 1 a fost lansat la 16 zile după „geamănul” său, Voyager 2. După 47 ani, 11 luni și 1 zi, navele spațiale încă comunică cu Deep Space Network pentru a primi comenzile de rutină și pentru a returna date. Aflat la o distanță de 167,4 AU (25 miliarde km) de Pământ (în august 2025) este obiectul construit de om aflat la cea mai mare distanță de Terra.
Obiectivele sondei au inclus survoluri în jurul planetelor Jupiter, Saturn și cel mai mare satelit al lui Saturn, Titan. În timp ce cursul navei spațiale ar fi putut fi modificat pentru a include o întâlnire cu Pluto, explorarea satelitului Titan, despre care se știa că are o atmosferă substanțială, a avut prioritate. Voyager 1 a studiat vremea, câmpurile magnetice și inelele celor două planete și a fost prima sondă care a oferit imagini detaliate ale sateliților ei.
După ce și-a îndeplinit misiunea principală, survolul în jurul lui Saturn, la 12 noiembrie 1980, Voyager 1 a devenit al treilea din cele cinci obiecte artificiale care au atins viteza de eliberare ce i-a permis să părăsească sistemul solar. La 25 august 2012, Voyager 1 a devenit prima navă spațială care a ieșit din heliosferă și a intrat în mediul interstelar.
La 28 noiembrie 2017, echipa Voyager a reușit să pornească cele patru propulsoare de rezervă ale navei spațiale, care servesc la orientarea Voyager 1 într-o direcție propice pentru ca antenele sale să poată comunica cu Terra. Ultima dată când au fost lansate aceste propulsoare de rezervă, a fost în noiembrie 1980. Managerul de proiect Voyager, Suzanne Dodd, anticipează că utilizarea cu succes a propulsoarelor va extinde misiunea Voyager cu încă "doi sau trei ani". Este de așteptat ca misiunea Voyager 1 să continue până în jurul anului 2025, atunci când generatoarele termoelectrice de radioizotopi nu vor mai furniza suficientă energie electrică pentru instrumentele științifice.

## Caracteristicile sondei
Voyager 1 a fost construit de Jet Propulsion Laboratory. Are 16 propulsoare alimentate cu hidrazină, giroscopuri de stabilizare cu trei axe și instrumente de referință pentru a menține antena radio a sondei îndreptată către Pământ.
Colectiv, aceste instrumente fac parte din Subsistemul de control al atitudinii și articulației (AACS), împreună cu unitățile redundante ale majorității instrumentelor și a celor 8 propulsoare de rezervă. Nava spațială include, de asemenea, 11 instrumente științifice pentru a studia obiecte cerești, cum ar fi planetele, în timp ce călătorește prin spațiu.

#### Sistem de comunicare
Sistemul de comunicații radio al Voyager 1 a fost proiectat pentru a fi utilizat și dincolo de limitele Sistemului Solar. Sistemul de comunicare include o antenă Cassegrain cu un diametru de 3,7 metri pentru a trimite și primi unde radio prin intermediul celor trei stații ale Deep Space Network.
Nava transmite date către Pământ prin intermediul Deep Space Network Channel 18, folosind o frecvență de 2,3 GHz sau 8,4 GHz, în timp ce semnalele de la Pământ la Voyager sunt transmise la 2,1 GHz.
Când Voyager 1 nu este în măsură să comunice direct cu Pământul, magnetofonul său digital (DTR) poate înregistra aproximativ 67 megabyte de date pentru a fi transmise în alt moment. În 2023, semnalele de pe Voyager 1 au nevoie de peste 22 de ore pentru a ajunge pe Pământ.

#### Instrumente științifice
| Filtre pentru camere cu câmp îngust | Filtre pentru camere cu câmp îngust | Filtre pentru camere cu câmp îngust | Filtre pentru camere cu câmp îngust |
| Nume                                | Lungime de undă                     | Spectru                             | Sensitivitate                       |
| ----------------------------------- | ----------------------------------- | ----------------------------------- | ----------------------------------- |
| Clar                                | 280–640 nm                          |                                     |                                     |
| UV                                  | 280–370 nm                          |                                     |                                     |
| Violet                              | 350–450 nm                          |                                     |                                     |
| Albastru                            | 430–530 nm                          |                                     |                                     |
| ?                                   |                                     |                                     |                                     |
| Verde                               | 530–640 nm                          |                                     |                                     |
| ?                                   |                                     |                                     |                                     |
| Portocaliu                          | 590–640 nm                          |                                     |                                     |
| ?                                   |                                     |                                     |                                     |

| Filtre pentru camere cu câmp larg | Filtre pentru camere cu câmp larg | Filtre pentru camere cu câmp larg | Filtre pentru camere cu câmp larg |
| Nume                              | Lungime de undă                   | Spectru                           | Sensitivitate                     |
| --------------------------------- | --------------------------------- | --------------------------------- | --------------------------------- |
| Clar                              | 280–640 nm                        |                                   |                                   |
| ?                                 |                                   |                                   |                                   |
| Violet                            | 350–450 nm                        |                                   |                                   |
| Albastru                          | 430–530 nm                        |                                   |                                   |
| CH4-U                             | 536–546 nm                        |                                   |                                   |
| Verde                             | 530–640 nm                        |                                   |                                   |
| Na-D                              | 588–590 nm                        |                                   |                                   |
| Portocaliu                        | 590–640 nm                        |                                   |                                   |
| CH4-JST                           | 614–624 nm                        |                                   |                                   |

| Filtre pentru camere cu câmp îngust | Filtre pentru camere cu câmp îngust | Filtre pentru camere cu câmp îngust | Filtre pentru camere cu câmp îngust |
| Nume                                | Lungime de undă                     | Spectru                             | Sensitivitate                       |
| ----------------------------------- | ----------------------------------- | ----------------------------------- | ----------------------------------- |
| Clar                                | 280–640 nm                          |                                     |                                     |
| UV                                  | 280–370 nm                          |                                     |                                     |
| Violet                              | 350–450 nm                          |                                     |                                     |
| Albastru                            | 430–530 nm                          |                                     |                                     |
| ?                                   |                                     |                                     |                                     |
| Verde                               | 530–640 nm                          |                                     |                                     |
| ?                                   |                                     |                                     |                                     |
| Portocaliu                          | 590–640 nm                          |                                     |                                     |
| ?                                   |                                     |                                     |                                     |

| Filtre pentru camere cu câmp larg | Filtre pentru camere cu câmp larg | Filtre pentru camere cu câmp larg | Filtre pentru camere cu câmp larg |
| Nume                              | Lungime de undă                   | Spectru                           | Sensitivitate                     |
| --------------------------------- | --------------------------------- | --------------------------------- | --------------------------------- |
| Clar                              | 280–640 nm                        |                                   |                                   |
| ?                                 |                                   |                                   |                                   |
| Violet                            | 350–450 nm                        |                                   |                                   |
| Albastru                          | 430–530 nm                        |                                   |                                   |
| CH4-U                             | 536–546 nm                        |                                   |                                   |
| Verde                             | 530–640 nm                        |                                   |                                   |
| Na-D                              | 588–590 nm                        |                                   |                                   |
| Portocaliu                        | 590–640 nm                        |                                   |                                   |
| CH4-JST                           | 614–624 nm                        |                                   |                                   |

|           |
| Voyager 1 |

|                                        |
| Discul de Aur este atașat la Voyager 1 |

|                     |
| Construcția antenei |

|                                        |
| Localizarea instrumentelor științifice |

### Lansare și traiectorie

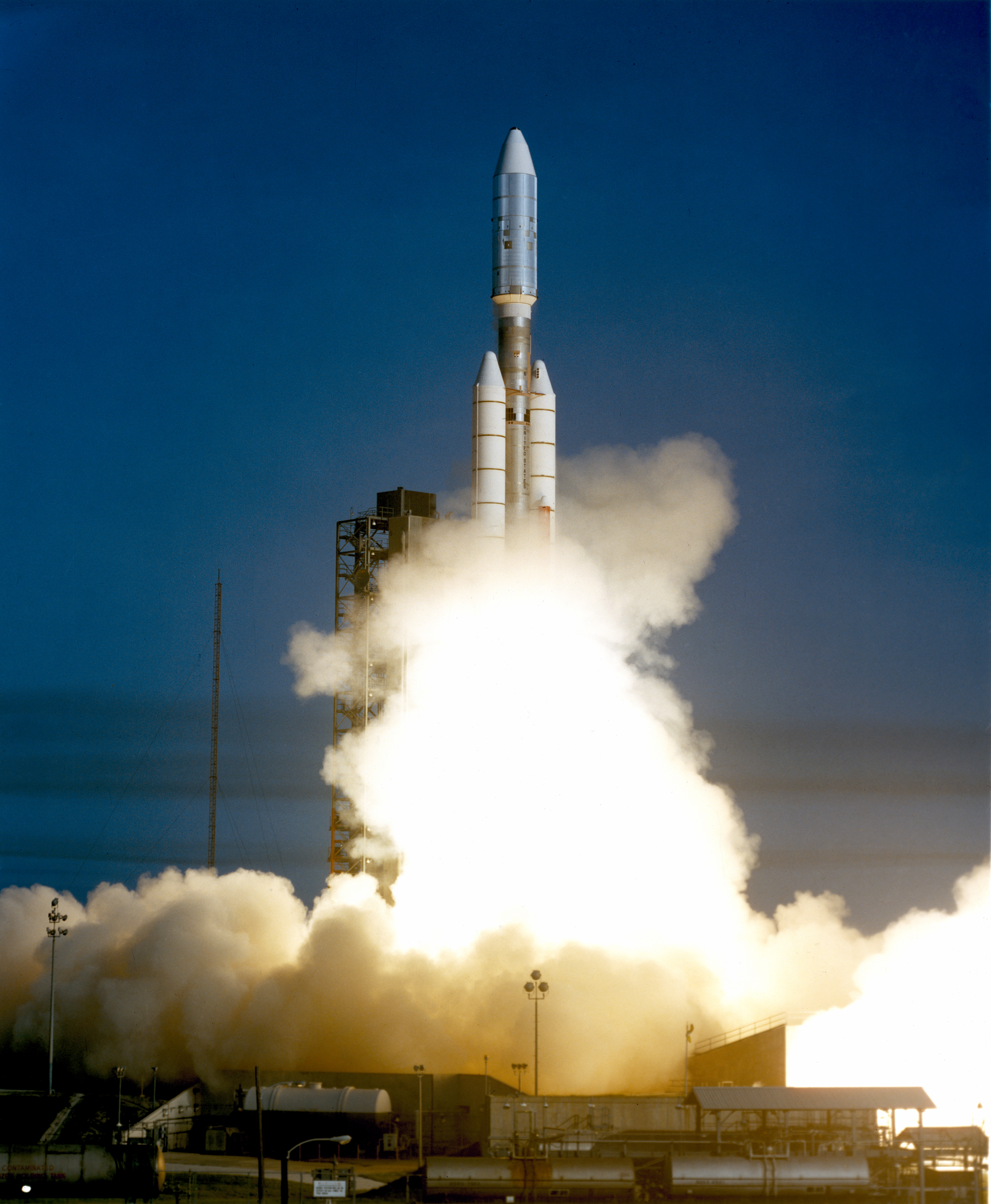
Lansare Voyager 1

Animație a traiectoriei Voyager 1 din septembrie 1977 până la 31 decembrie 1981
Voyager 1·
Terra·
Jupiter·
Saturn·
Soare

Sonda Voyager 1 a fost lansată la 5 septembrie 1977, de la Complexul de lansare 41 din stația Forțelor Aeriene Cape Canaveral, la bordul unui vehicul de lansare Titan IIIE. Sonda Voyager 2 a fost lansată cu două săptămâni mai devreme, la 20 august 1977. În ciuda faptului că a fost lansată mai târziu, Voyager 1 a ajuns mai repede atât la Jupiter  cât și la Saturn, urmând o traiectorie mai scurtă.
Orbita inițială a lui Voyager 1 avea un afeliu de 8,9 au, cu doar puțin mai scurtă decât orbita lui Saturn de 9,5 au. Orbita inițială a Voyager 2 avea un afeliu de 6,2 au.

### Jupiter
Voyager 1 a început să fotografieze planeta Jupiter în ianuarie 1979. Cea mai apropiată apropiere de Jupiter a avut loc la 5 martie 1979, la o distanță de aproximativ 349.000 de kilometri de centrul planetei. Voyager 1 a terminat de fotografiat sistemul jovian în aprilie 1979.
Descoperirea activității vulcanice în plină desfășurare pe satelitul Io a fost probabil cea mai mare surpriză. A fost prima dată când au fost văzuți vulcani activi pe un alt corp din Sistemul Solar. Se pare că activitatea pe Io afectează întregul sistem jovian. Io pare a fi sursa principală de materie care pătrunde în magnetosfera joviană - regiunea spațiului care înconjoară planeta influențată de câmpul magnetic puternic al planetei. Sulful, oxigenul și sodiul, aparent erupte din vulcanii lui Io și spulberate de pe suprafață prin impactul particulelor cu energie mare, au fost detectate la marginea exterioară a magnetosferei lui Jupiter.
Cele două sonde spațiale Voyager au făcut o serie de descoperiri importante despre Jupiter, sateliții săi, centurile sale de radiații și inelele planetare care nu au fost văzute niciodată.
- Video despre apropierea lui  Voyager 1 de Jupiter (full-size video)

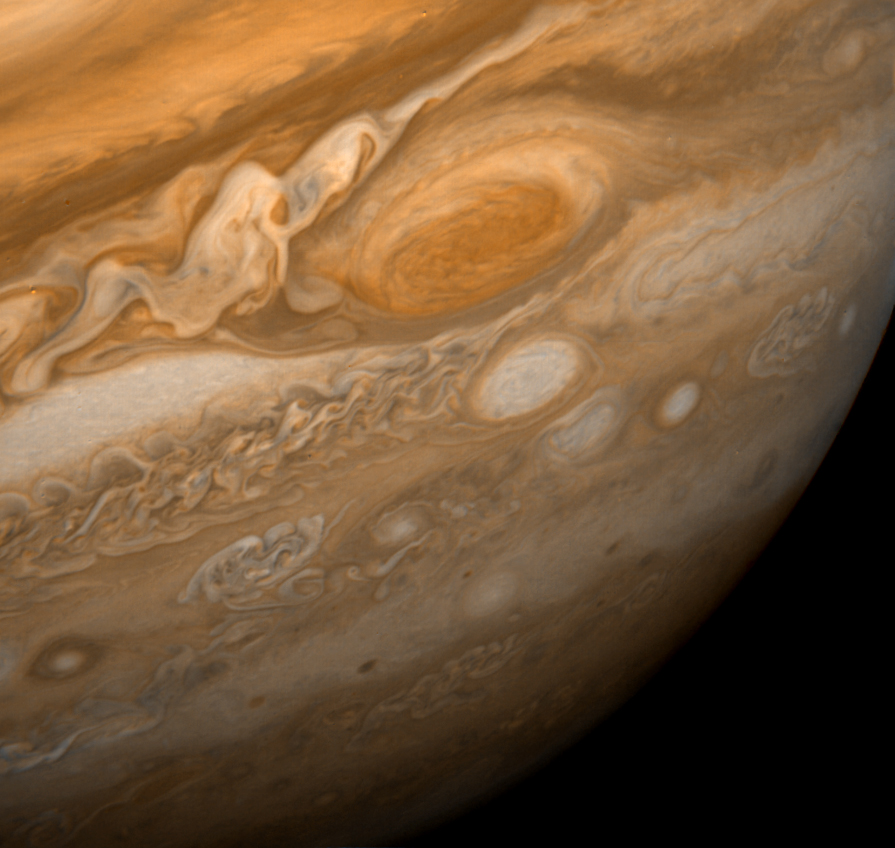
Marea Pată Roșie a lui Jupiter, o furtună anticiclonică mai mare decât Pământul, așa cum se vede de pe Voyager 1
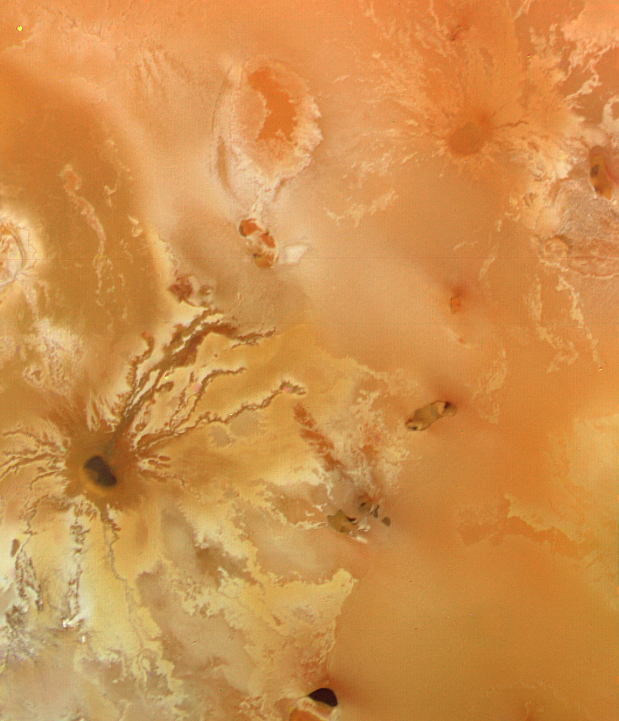
Vederea fluxurilor de lavă bogate în sulf care radiază de la vulcanul Ra Patera pe Io
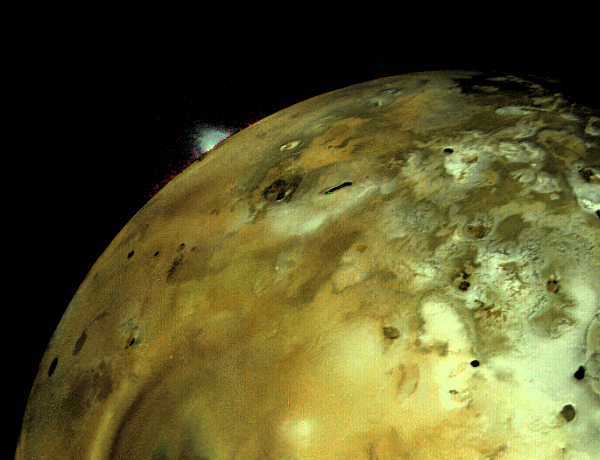
Erupția vulcanului Loki se ridică la 160 km
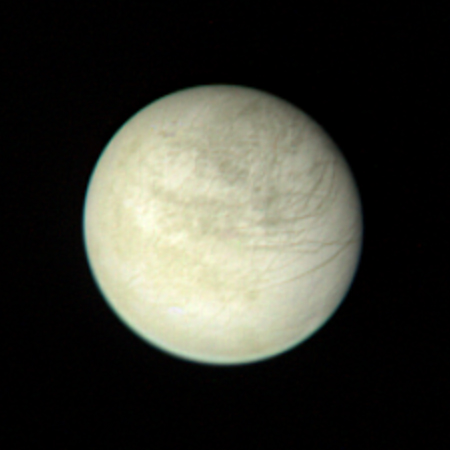
Fața liniară, fără cratere, a Europei, dovezi ale geologiei actuale, de la o distanță de 2,8 milioane km.
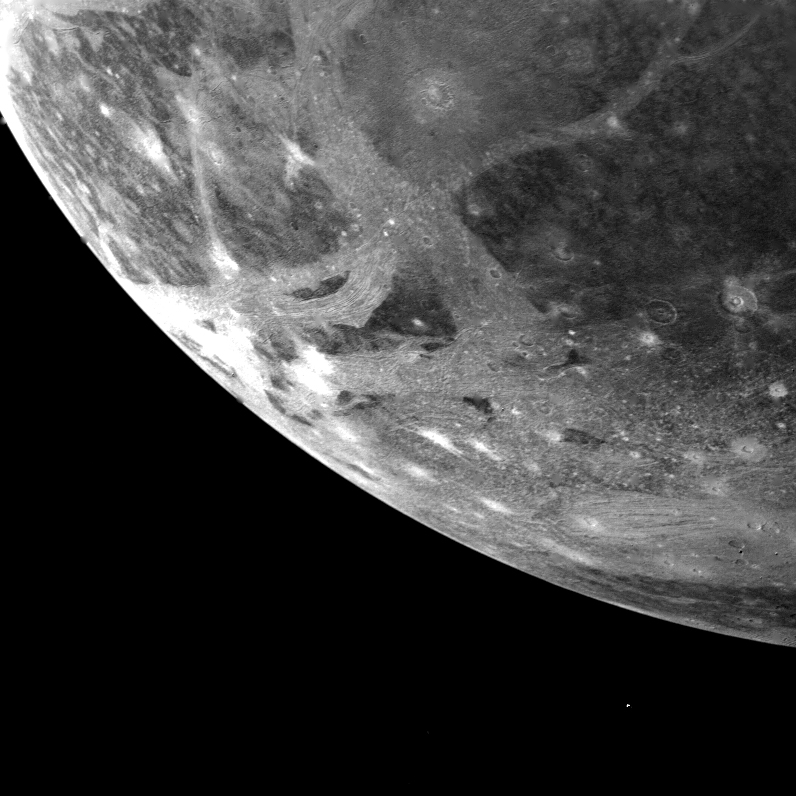
Suprafața tectonică a lui Ganymede, marcată cu situri de impact strălucitoare, de la 253.000 km.

### Saturn
Asistența gravitațională de la Jupiter a fost folosită cu succes de ambele sonde Voyager, iar cele două nave spațiale au continuat să viziteze Saturn și sistemul său de sateliți și inele. Voyager 1 a ajuns la Saturn în noiembrie 1980, cea mai mare apropiere fiind la 12 noiembrie 1980, când sonda spațială a ajuns la 124.000 de kilometri stratul de sus al norilor lui Saturn. Camerele sondei spațiale au detectat structuri complexe în inelele lui Saturn, iar instrumentele sale de teledetecție au studiat atmosfera lui Saturn și a gigantului său satelit, Titan. Voyager 1 a constatat că aproximativ 7% din volumul atmosferei superioare a lui Saturn este heliu (comparativ cu 11% din atmosfera lui Jupiter), în timp ce aproape tot restul este hidrogen.
Misiunea Voyager 1 a inclus un survol al lui  Titan, cel mai mare satelit al lui Saturn, despre care se știa de mult timp că are atmosferă. Imaginile realizate de  Pioneer 11 în 1979 au indicat că atmosfera era substanțială și complexă iar unii oameni de știință au crezut că este posibil ca efectul de seră ar putea să permită viața la suprafață. Însă chiar de la o distanțî mare a fost recunoscut norul omogen de smog al satelitului, ceea ce a făcut imposibilă examinarea suprafeței. Voyager 1 s-a apropiat de Titan la o distanță de 6.400 km, trecând prin spatele satelitului văzut de pe Pământ și Soare. Au fost obținute câteva cunoștințe noi despre atmosfera sa. Pe lângă proporția mare de azot, au fost descoperite și urme de metan, etilenă și alte hidrocarburi. Atmosfera în sine era recunoscută ca fiind foarte extinsă și densă, dar în mod clar prea rece pentru viață. Aceste descoperiri au făcut ca satelitul să fie ținta principală a sondei lansată în 1997 Cassini-Huygens.
Deoarece observațiile despre Titan au fost considerate vitale, traiectoria aleasă pentru Voyager 1 a fost proiectată în jurul unui survol optim.. Dacă Voyager 1 nu ar fi reușit sau nu ar fi putut observa satelitul Titan, traiectoria Voyager 2 ar fi fost modificată pentru a încorpora survolul Titan, împiedicând însă orice vizită a lui Uranus și Neptun.

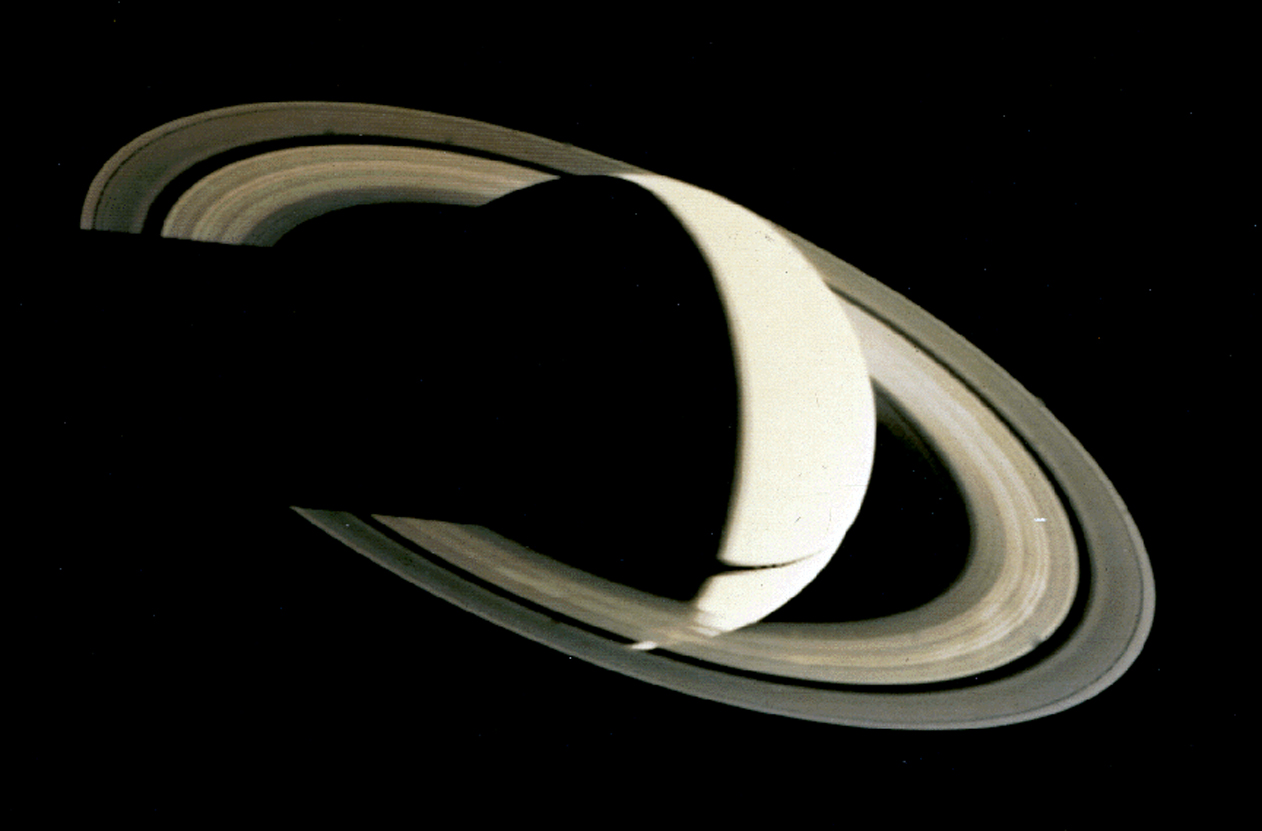
Saturn de la 5,3 milioane km, la patru zile după cea mai apropiată abordare
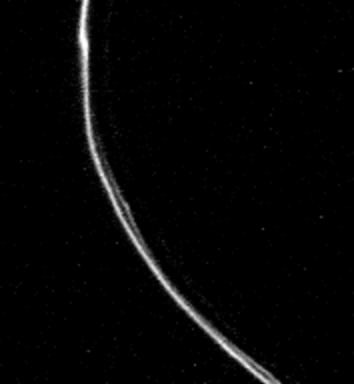
Inelul F îngust, răsucit și împletit al lui Saturn, imagine făcută de Voyager 1
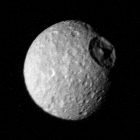
Satelitul Mimas de la 425.000 km; craterul Herschel este în dreapta sus.
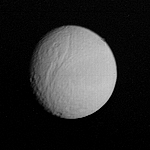
Satelitul Tethys cu riftul său uriaș, văzut de la 1,2 milioane km.
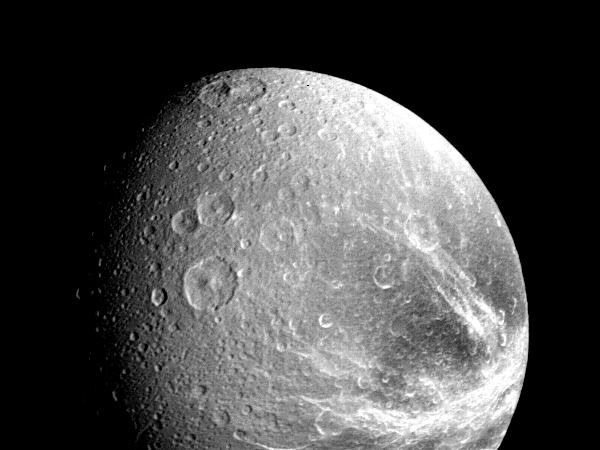
Satelitul Dione
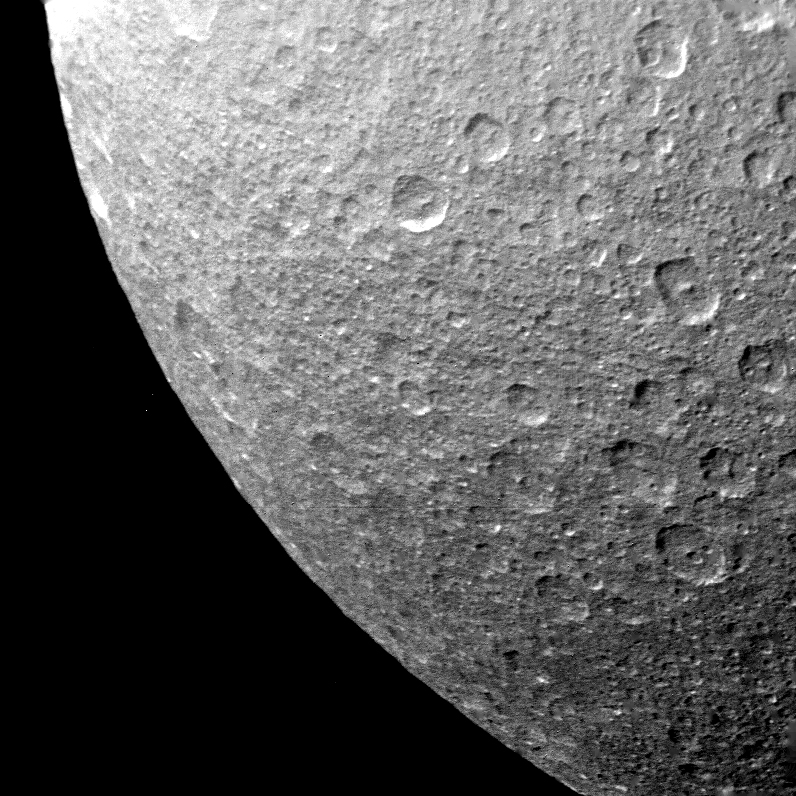
Suprafața înghețată a satelitului Rhea este aproape saturată de craterele de impact.
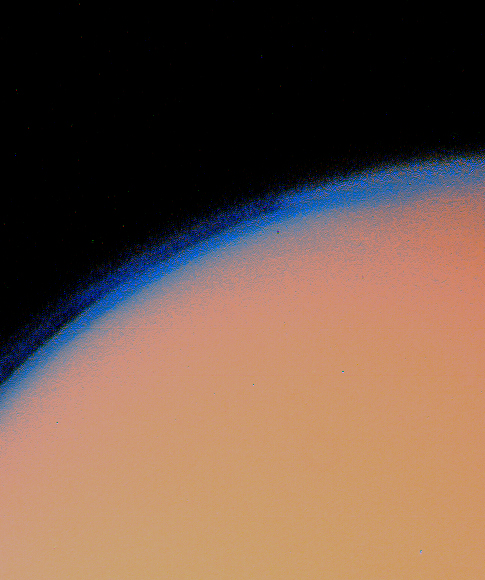
Stratul gros de ceață al lui Titan este prezentat în această imagine îmbunătățită a Voyager 1.
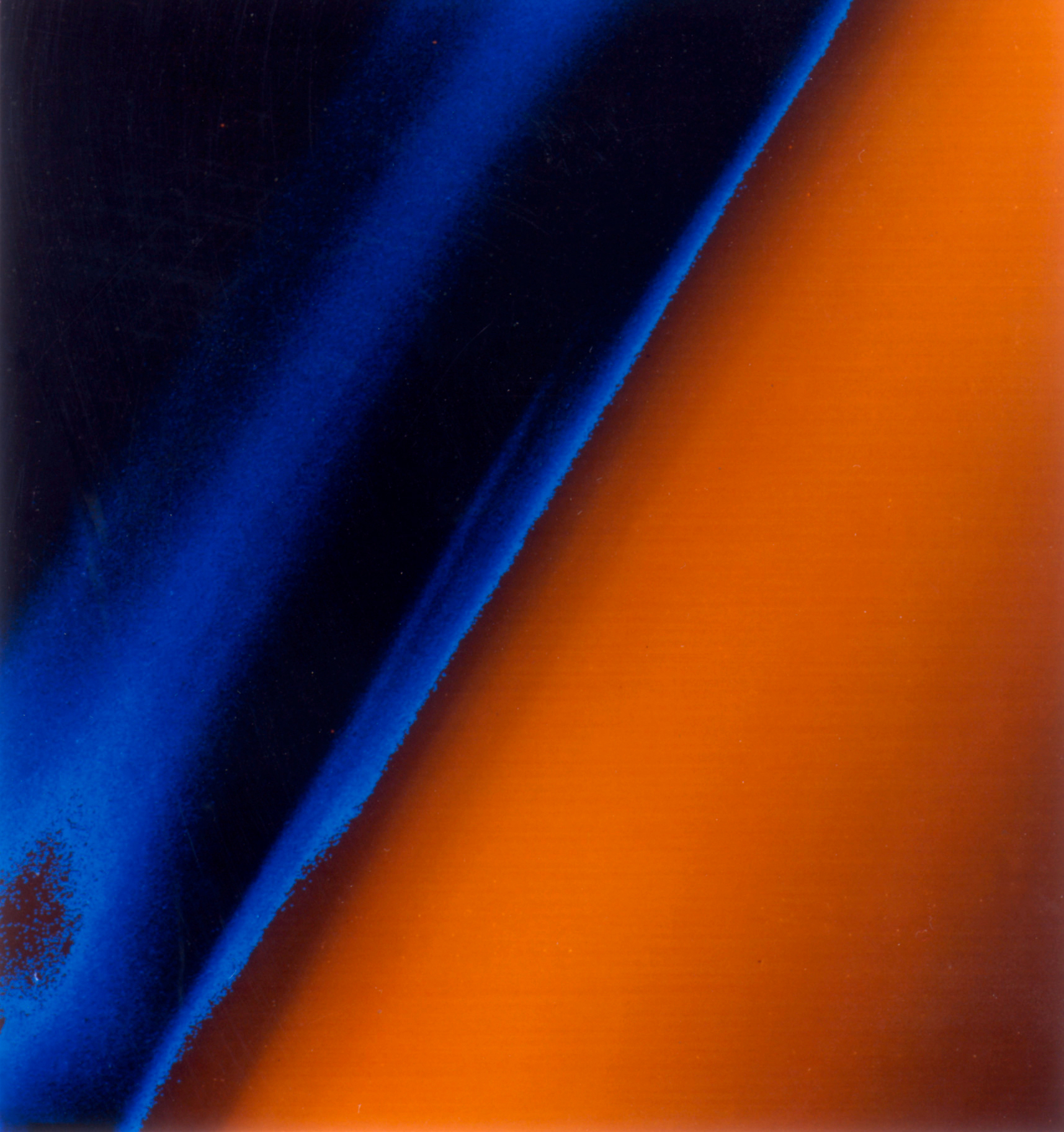
Straturi de ceață alcătuite din compuși organici complexi care acoperă satelitul Titan al lui Saturn.

## Ieșirea din heliosferă

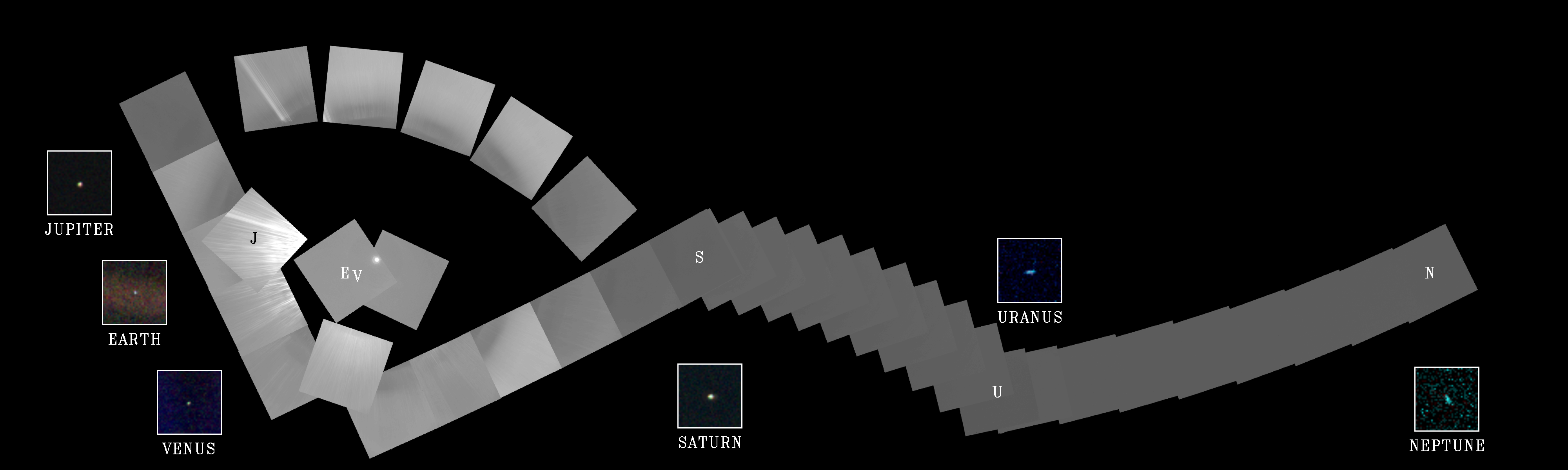
Portretul de familie al Sistemului Solar realizat de Voyager 1

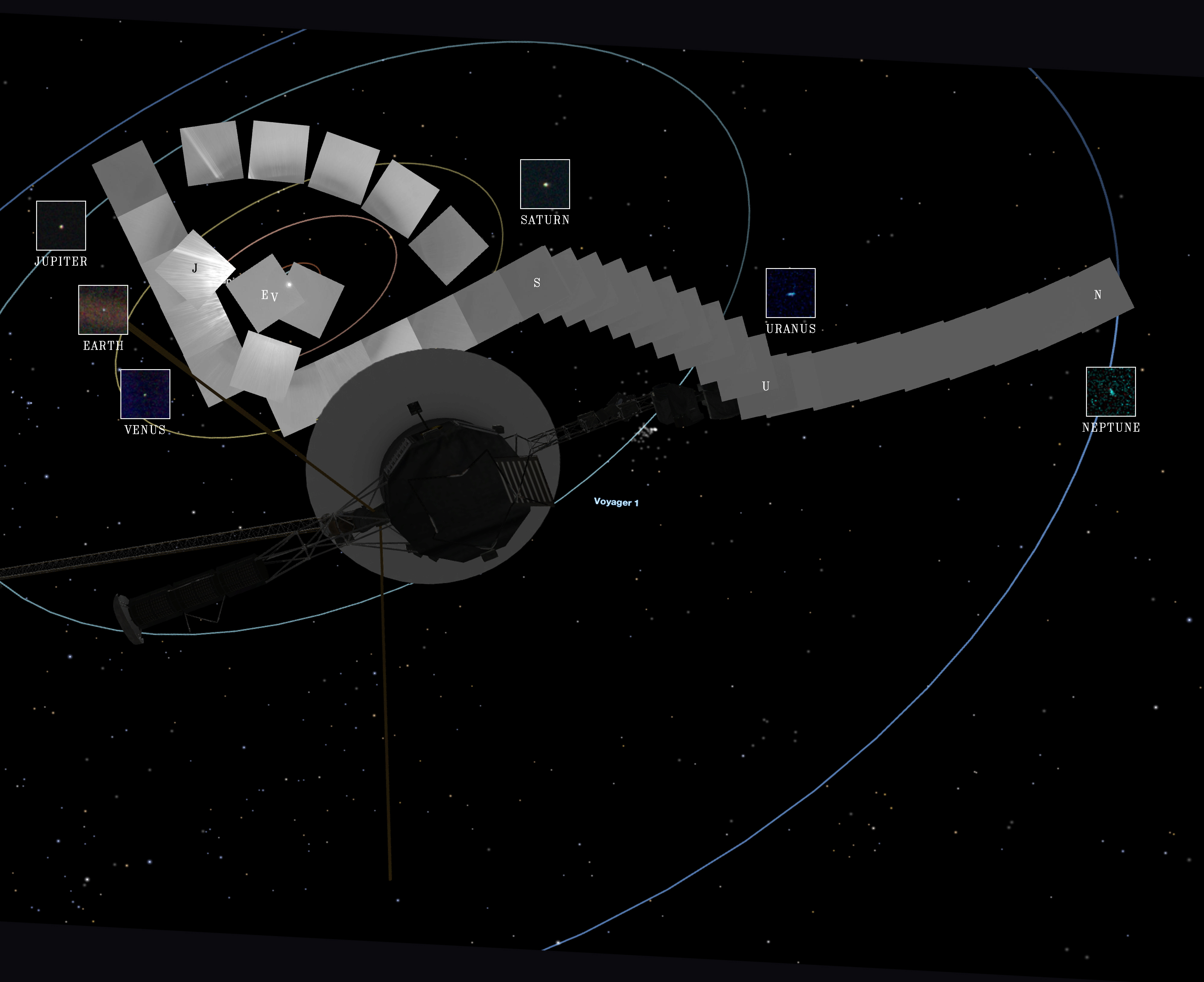
Versiunea actualizată a Portretului de familie (12 februarie 2020)

La 14 februarie 1990, Voyager 1 a făcut primul „portret de familie” al Sistemului Solar, văzut din exterior, care include imaginea planetei Pământ cunoscută sub numele de Un punct azuriu. Curând după aceea, camerele sale au fost dezactivate pentru a economisi energie și resurse computerizate pentru alte echipamente.

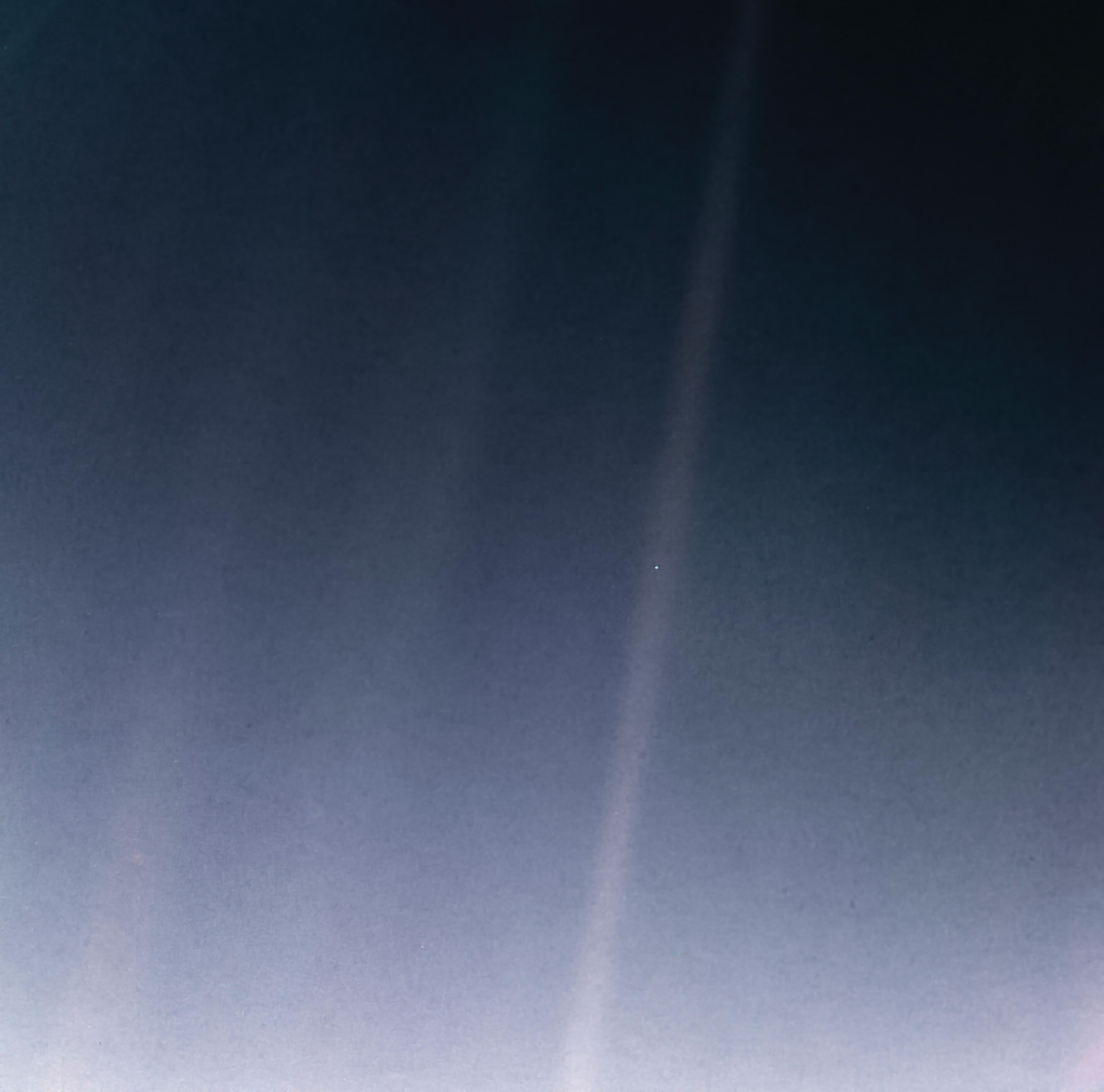
Imaginea Un punct azuriu arătând Pământul de la 6 miliarde kilometri apărând ca un punct minuscul (pata albă-albăstrui situată la aproximativ jumătatea benzii de lumină spre dreapta) în întunericul spațiului adânc.

La 17 februarie 1998, Voyager 1 a atins o distanță de 69 AU de Soare și a depășit Pioneer 10 ca cea mai îndepărtată navă spațială de Pământ. Călătorind la aproximativ 17 km/s  are cea mai rapidă viteză  recesională heliocentrică față de oricare altă navă spațială.
Când Voyager 1 se îndrepta spre spațiul interstelar, instrumentele sale au continuat să studieze Sistemul Solar. Cercetătorii de Jet Propulsion Laboratory au folosit experimente cu unde plasmatice la bordul Voyager 1 și 2 pentru a căuta heliopauza, limita la care vântul solar se ciocnește cu mediul interstelar. În 2013, sonda se deplasa cu o viteză relativă la Soare de aproximativ 61.197 km/h. Cu viteza la care sonda se menține în prezent, Voyager 1 parcurge aproximativ 523 milioane de km pe an.

### Șoc terminal
Oamenii de știință de la Laborator de fizică aplicată a Universității Johns Hopkins, SUA, consideră că Voyager 1 a intrat în șocul terminal în februarie 2003. Acest lucru marchează punctul în care vântul solar încetinește cu viteze subsonice. Unii alți oameni de știință și-au exprimat îndoielile, discutate în revista Nature din 6 noiembrie 2003. Problema nu va fi rezolvată până când alte date nu vor fi disponibile, întrucât detectorul vântului solar al lui Voyager 1 a încetat să funcționeze în 1990. Acest eșec a însemnat că detectarea șocului terminal a trebuit să fie dedusă din datele de la alte instrumente aflate la bord.
În mai 2005, un comunicat de presă al NASA spunea că consensul era că Voyager 1 se afla atunci în heliosferă. Într-o sesiune științifică în cadrul reuniunii Uniunii Geofizice Americane din New Orleans din 25 mai 2005, dr. Ed Stone a prezentat dovezi că ambarcațiunea a traversat șocul terminal la sfârșitul anului 2004. Se estimează că acest eveniment a avut loc la 15 decembrie 2004 la o distanță de 94 AU de Soare.

### Zona exterioară heliosferei

Survolul giganților gazoși a oferit asistență gravitațională ambelor nave Voyager

Între august 2002 și februarie 2003, senzorii de particule au măsurat continuu valori neobișnuite, motiv pentru care se bănuia că Voyager 1 se apropie de obiectivul preliminar al călătoriei: zona mare, exterioară a heliosferei, heliosheath-ul.
La 31 martie 2006, radioamatorii de la AMSAT din Germania au primit unde radio de la Voyager 1 folosind antena parabolică cu un diametru de 20 de metri de la observatorul Bochum. La acel moment, sonda se afla la 98 AU (aproximativ 14,5 miliarde km). Datele preluate au fost verificate cu datele de la stația Deep Space Network din Madrid, Spania. Aceasta pare să fie prima astfel de urmărire la nivel de amatori a Voyager 1.
S-a confirmat la 13 decembrie 2010 că Voyager 1 a trecut de [[fluxî]ul radial exterior al vântului solar conform măsurătorilor dispozitivului Low Energy Charged Particle. Se suspectează că vântul solar la această distanță se întoarce lateral din cauza vântului interstelar care împinge împotriva heliosferei. Din iunie 2010, detectarea vântului solar a fost constantă la zero, oferind dovezi concludente ale evenimentului. La această dată, nava spațială se afla la aproximativ 116 AU sau la 17,3 miliarde de kilometri de Soare.
Voyager 1 a primit ordin să își schimbe orientarea pentru a măsura mișcarea laterală a vântului solar în martie 2011 (la ~33 ani și 6 luni după lansare). Un test realizat în februarie a confirmat capacitatea navei spațiale de a manevra și de a se reorienta. Cursul navei spațiale nu a fost schimbat. S-a rotit cu 70 de grade în sens invers acelor de ceasornic în raport cu Pământul pentru a detecta vântul solar. Aceasta a fost prima dată când nava spațială a făcut vreo manevră importantă, de când fotografia Portret de familie a fost făcută în 1990. Apoi, nava spațială nu a avut nici o problemă să se reorienteze cu Alpha Centauri, steaua călăuzitoare a Voyager 1 și a reluat trimiterea de transmisii înapoi pe Pământ. Era de așteptat ca Voyager 1 să intre în spațiul interstelar „în orice moment”. Voyager 2 detecta încă fluxul exterior al vântului solar în acel moment, dar s-a estimat că în următoarele luni sau ani va fi în aceleași condiții ca și Voyager 1.
Nava spațială a fost raportată la 12,44° înclinare și 17,163 ore ascensiune dreaptă, și la o latitudine ecliptică de 34,9° (latitudinea ecliptică se schimbă foarte lent), plasându-l în constelația Ofiucus, așa cum a fost observat de pe Pământ la 21 mai 2011.
La 1 decembrie 2011, a fost anunțat că Voyager 1 a detectat prima radiație Lyman-alfa provenită din galaxia Calea Lactee. Radiația Lyman-alfa fusese detectată anterior de la alte galaxii, dar din cauza interferenței de la Soare, radiația din Calea Lactee nu a fost detectabilă.
NASA a anunțat la 5 decembrie 2011 că Voyager 1 a intrat într-o nouă regiune, denumită „purgatoriu cosmic”. În această regiune de stagnare, particulele încărcate care vin de la Soare se întorc încet spre interior, iar câmpul magnetic al sistemului solar este dublat în forță, deoarece spațiul interstelar pare să aplice presiune. Particulele energetice originare din Sistemul Solar scad cu aproape jumătate, în timp ce detectarea electronilor de mare energie din exterior crește de 100 de ori. Marginea interioară a regiunii de stagnare este situată la aproximativ 113 AU (aproximativ 17 miliarde de km) de Soare.

## Mediul interstelar

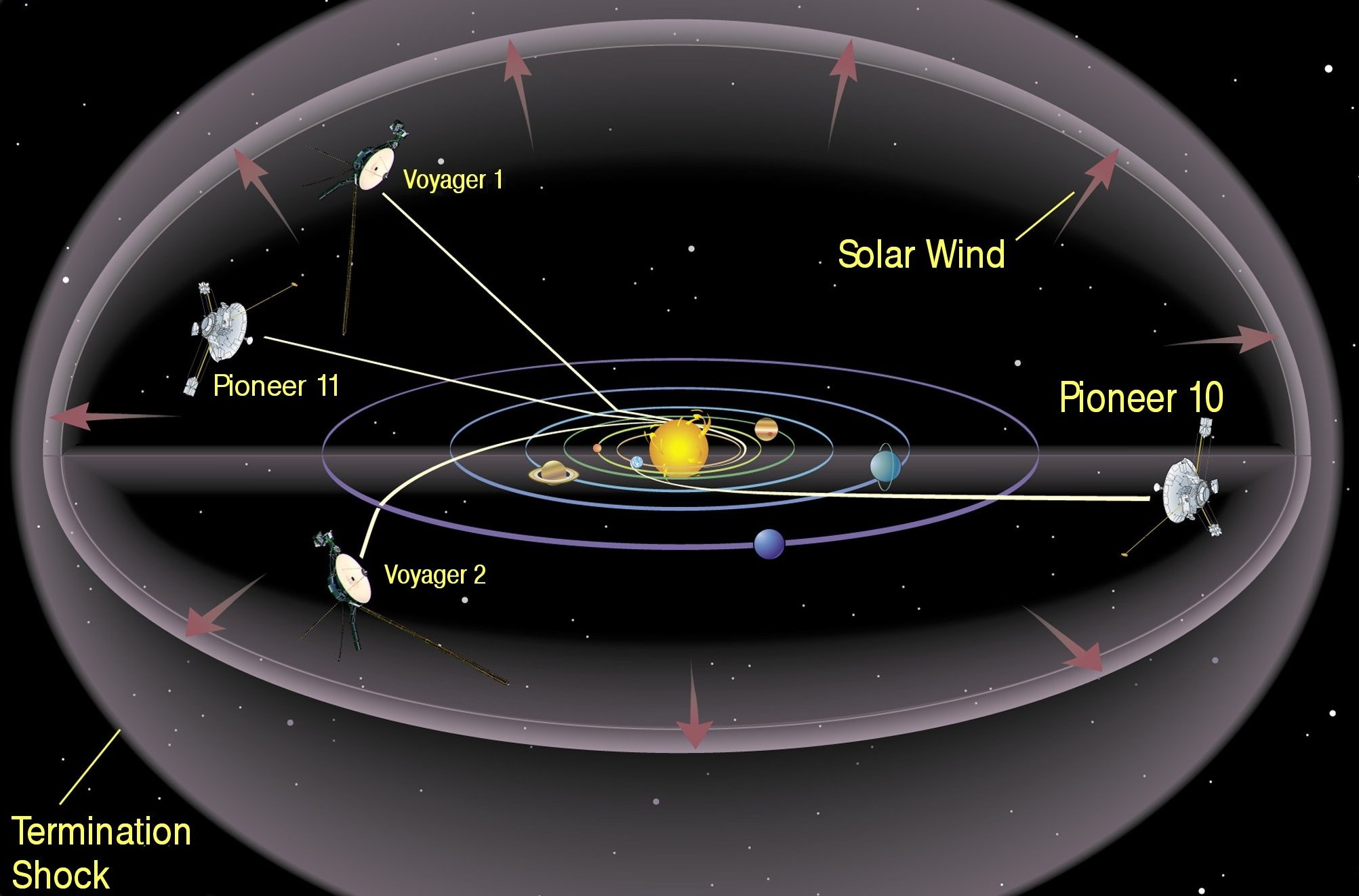
Voyager 1 și celelalte sonde care se află în sau se îndreaptă spre spațiul interstelar, cu excepția lui New Horizons.

La 12 septembrie 2013, NASA a confirmat oficial că Voyager 1 a atins mediul interstelar în august 2012, așa cum s-a observat anterior, cu o dată general acceptată de 25 august 2012 (cu aproximativ 10 zile mai puțin decât celebrarea a 35 de ani de la lansarea sa ), data când au fost detectate modificări durabile ale densității particulelor energetice.
Până la acest moment, majoritatea oamenilor de știință spațiali au abandonat ipoteza că o schimbare a direcției câmpului magnetic trebuie să însoțească traversarea heliopauzei. O constatare cheie care i-a convins pe mulți oameni de știință că heliopauză a fost traversată a fost măsurarea indirectă a unei creșteri de 80 de ori a densității electronilor, bazată pe frecvența oscilațiilor plasmatice observate începând cu 9 aprilie 2013, declanșate de o explozie solară care a avut loc în martie 2012. Oscilații mai slabe, măsurate în octombrie și noiembrie 2012 au furnizat date suplimentare. A fost necesară o măsurare indirectă, deoarece spectrometrul plasmatic al Voyager 1 a încetat să funcționeze în 1980. În septembrie 2013, NASA a lansat înregistrări audio ale transductorilor acestor unde plasmatice, prima care a fost măsurată în spațiul interstelar.
Deși despre Voyager 1 se vorbește în mod obișnuit despre faptul că a părăsit Sistemul Solar simultan cu faptul că a părăsit heliosfera, cele două nu sunt aceleași. Sistemul Solar este de obicei definit ca regiunea mult mai mare a spațiului populat de corpuri care orbitează Soarele. Ambarcațiunea nu a intrat încă în Norul Oort, regiunea sursă a cometelor cu perioade orbitale foarte lungi, privit de către astronomi ca zona exterioară a Sistemului Solar.
În octombrie 2020 astronomii au raportat o creștere semnificativă și neașteptată a densității în spațiul dincolo de Sistemul Solar detectate de către sondele spațiale Voyager 1 și Voyager 2. Potrivit cercetătorilor, acest lucru implică faptul că „gradientul de densitate este o caracteristică pe scară largă a VLISM-ului (abreviere de la very local interstellar medium, „mediu interstelar foarte local”) în direcția generală a structurii exterioare a heliosferei”. La jumătatea lunii martie 2020 antena radio de 70 de metri lățime folosită pentru comunicare a fost deconectată pentru reparații și modernizări ale Deep Space Station 43 (două transmițătoare radio noi, modernizarea echipamentelor de răcire, alimentare cu energie și alte componente electronice).
În mai 2021, NASA a raportat măsurarea continuă, pentru prima dată, a densității materialului în spațiul interstelar și, de asemenea, detectarea sunetelor interstelare pentru prima dată.
16 mai 2025 Sonda Voyager 1 se află la o distanță de aproximativ 25 de miliarde de kilometri de Pământ.

## Viitorul sondei
| Sondă        | Viteză ({\displaystyle v_{\infty }}) |
| ------------ | ------------------------------------ |
| Pioneer 10   | 11,8 km/s                            |
| Pioneer 11   | 11,1 km/s                            |
| 'Voyager 1'  | 16,9 km/s                            |
| Voyager 2    | 15,2 km/s                            |
| New Horizons | 12,6 km/s                            |

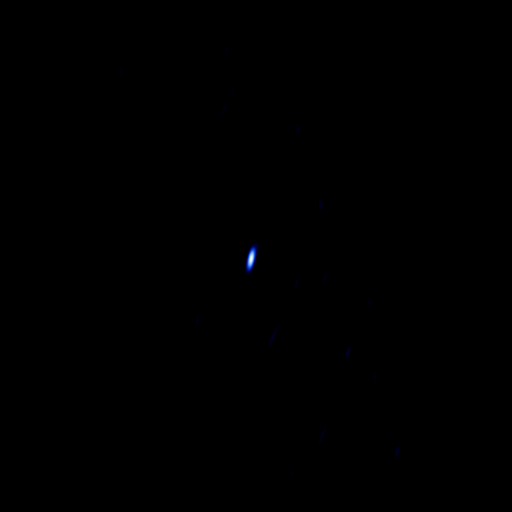
Imaginea semnalului radio Voyager 1 din 21 februarie 2013

În decembrie 2017 s-a anunțat că NASA a reușit să pornească, după 37 de ani, cele patru propulsoare de rezervă ale sondei Voyager 1. Propulsoarele vor fi utilizate pentru a ajuta la menținerea antenei sondei îndreptate spre Pământ.
Din cauza scăderii puterii electrice disponibile, echipa Voyager a trebuit să acorde prioritate instrumentelor pe care să le păstreze în funcțiune și pe care să le oprească. Încălzitoarele și alte sisteme ale navei spațiale au fost oprite unul câte unul ca parte a gestionării energiei. Instrumentele de câmpuri și particule care sunt cele mai susceptibile de a trimite înapoi date cheie despre heliosferă și spațiul interstelar au fost prioritare în păstrarea lor în stare de funcțiune. Inginerii se așteaptă ca nava spațială să continue să opereze cel puțin un instrument științific până în jurul anului 2025.
| An               | Sfârșitul capacităților specifice ca urmare a limitărilor de putere electrică disponibile |
| ---------------- | --- |
| 2007             | Încetarea subsistemului de plasmă (PLS) |
| 2008             | Oprirea experimentul de radioastronomie planetară (PRA) |
| 2016             | Încetarea observațiilor platformei de scanare și a spectrometrului cu ultraviolete (UVS) |
| 2018 aprox.      | Încetarea operațiunilor Data Tape Recorder (DTR) (limitată de capacitatea de a capta date de 1,4 kbit/s folosind antene de 70 m/34 m; aceasta este rata minimă cu care DTR poate citi datele).                                       |
| Dată necunoscută | Încetarea operațiunilor giroscopice |
| Dată necunoscută | Începe oprirea instrumentelor științifice, ordinea nu este stabilită, totuși este de așteptat ca instrumentele Low-Energy Charged Particles, Cosmic Ray Subsystem, Magnetometer și Plasma Wave Subsystem să continue să funcționeze. |
| 2025–2030        | Nu va mai putea alimenta nici măcar un singur instrument. |

### Viitorul îndepărtat

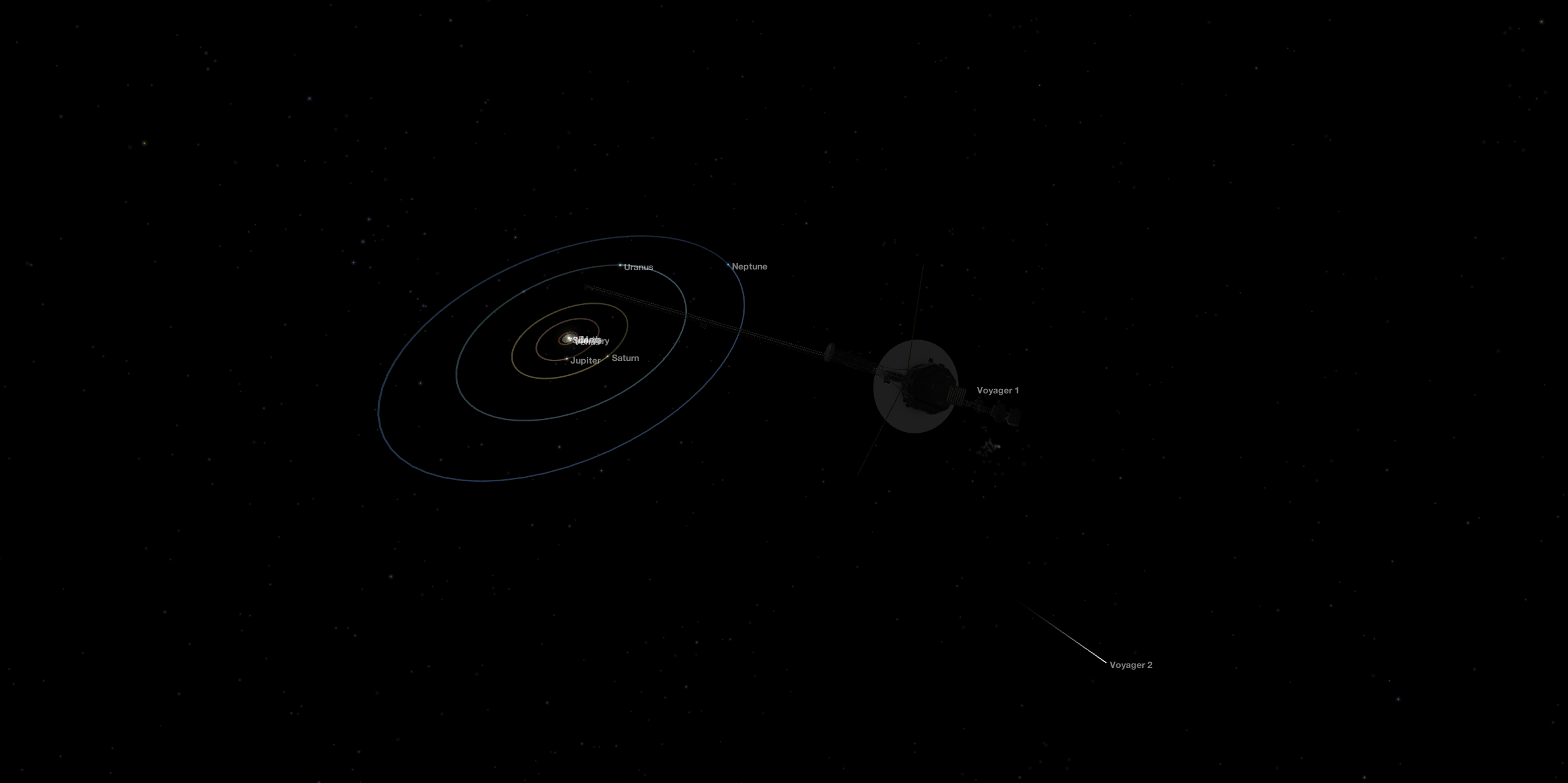
Simulare a Voyager 1 în raport cu Sistemul Solar la 2 august 2018.
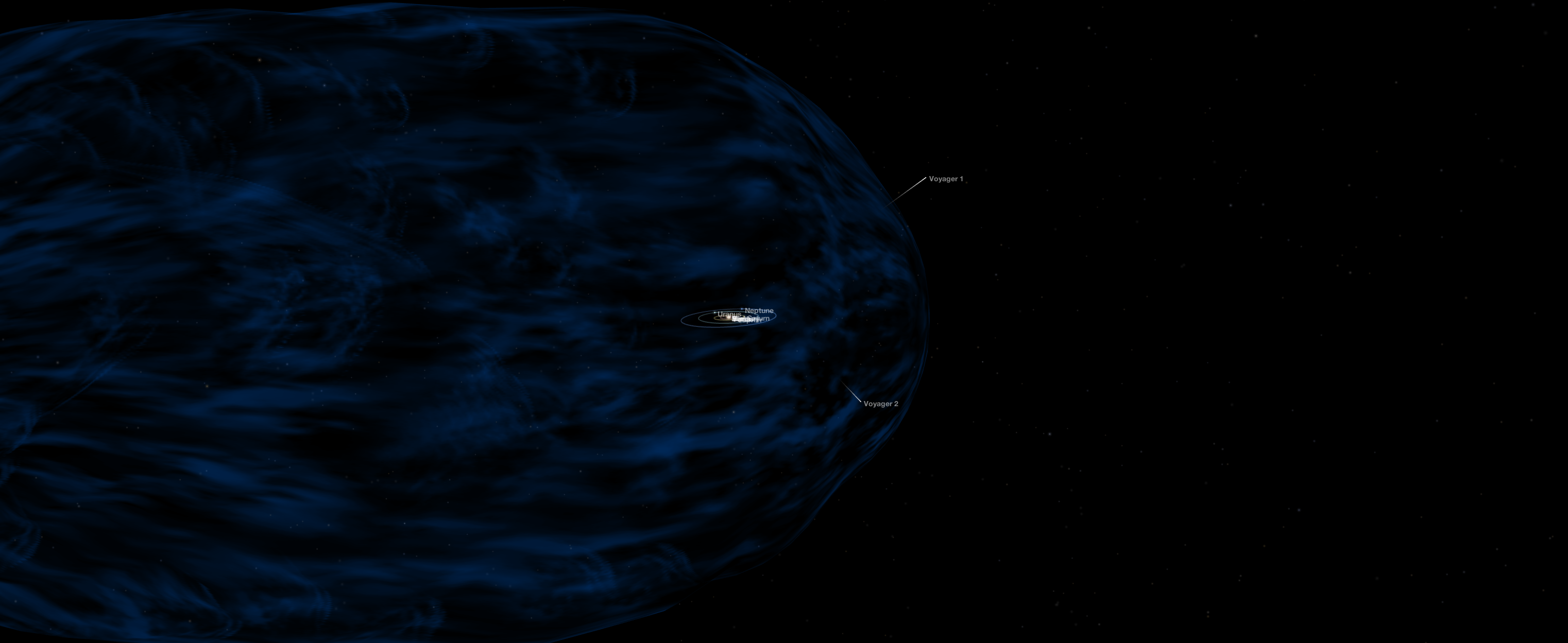
Simulare a sondelor Voyager în raport cu Sistemul Solar și heliopauza la 2 august 2018.

Sonda spațială New Horizons nu va întrece niciodată sonda Voyager 1, în ciuda faptului că a fost lansată de pe Pământ cu o viteză mai mare decât oricare dintre navele spațiale Voyager. Voyager a beneficiat de mai multe survoluri planetare pentru a-și crește viteza heliocentrică, în timp ce New Horizons a primit un astfel de impuls doar din survolul planetei Jupiter. În 2018, New Horizons călătorea cu aproximativ 14 km/s, cu 3 km/s mai lent decât Voyager 1 și încă încetinește.
Se așteaptă ca Voyager 1 să atingă norul Oort (care deocamdată este doar teoretizat) în aproximativ 300 de ani  și să treacă aproximativ 30.000 de ani pentru a trece prin el. Deși nu se îndreaptă spre nici o stea anume, în aproximativ 40.000 de ani, va trece la 1,6 ani-lumină de steaua Gliese 445, care se află în prezent în constelația Girafa și la 17,1 ani-lumină de Pământ. Această stea se mișcă, în general, către Sistemul Solar cu aproximativ 119 km/s (430.000 km/h). NASA spune că „Navele Voyager sunt sortite — poate veșnic — să rătăcească în Calea Lactee”. Peste 300.000 de ani va trece la mai puțin de 1 an-lumină de steaua M3V TYC 3135-52-1.

## Discul de aur

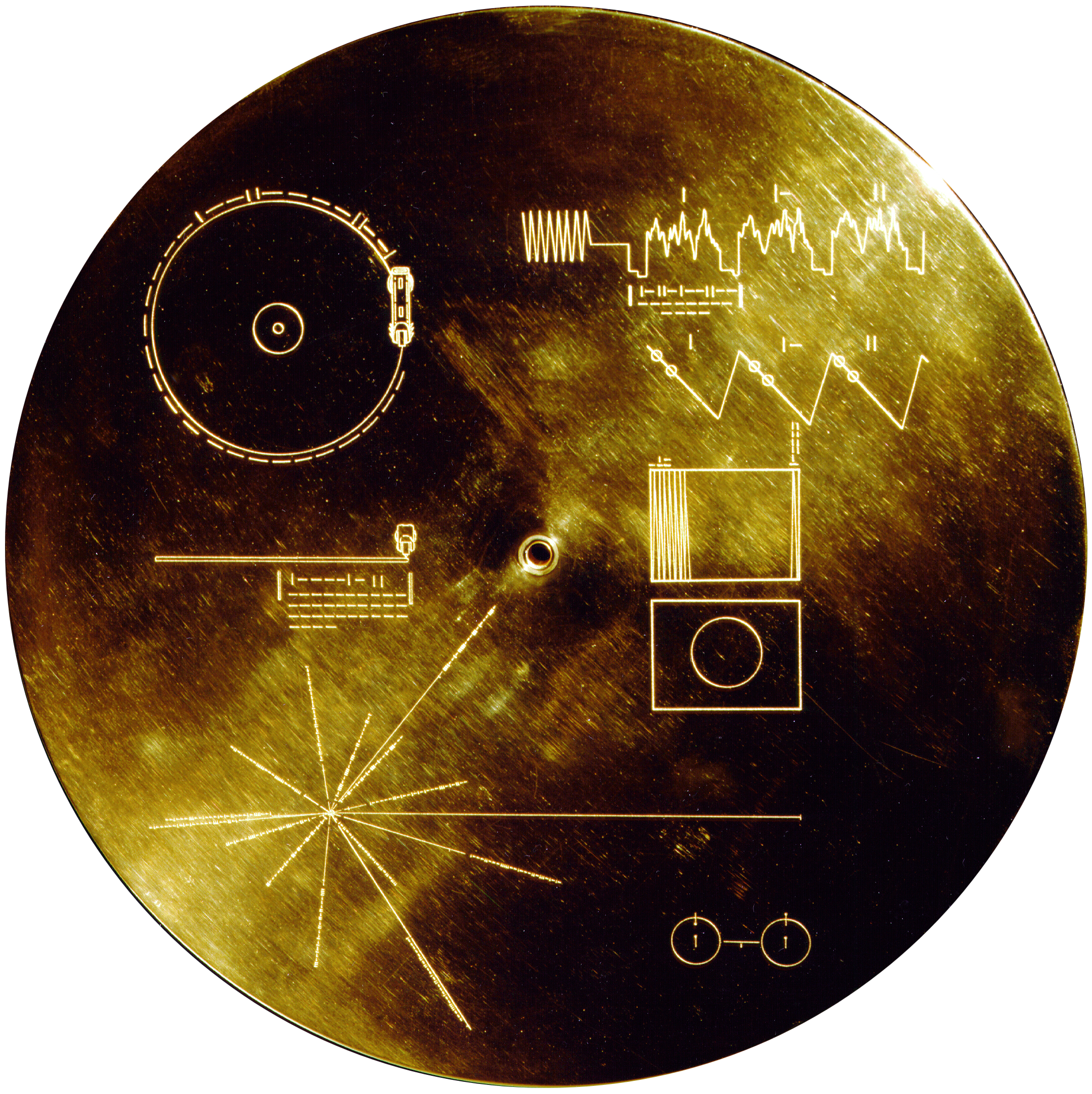
Discul de Aur de pe Voyager

Fiecare sondă spațială Voyager poartă un disc audio-video din cupru placat cu aur, în eventualitatea în care vreo navă spațială va fi vreodată găsită de o formă de viață inteligentă din alte sisteme planetare.
Discurile conțin fotografii ale Pământului și ale formele sale de viață, o serie de informații științifice, salutări rostite din partea oamenilor (de exemplu, secretarul general al Națiunilor Unite și președintele Statelor Unite, precum și copii) și o colecție de „sunete ale Pământului”, care include: sunetele balenelor, un bebeluș care plânge, valurile care se sparg de un țărm și o colecție de lucrări muzicale, inclusiv lucrări ale lui Wolfgang Amadeus Mozart, Ludwig van Beethoven, „Johnny B. Goode” a lui Chuck Berry, Valya Balkanska și alți clasici estici și vestici și interpreți etnici.